# 벤틀리 그랜드 컨버터블
벤틀리 그랜드 컨버터블(영어: Bentley Grand Convertible)은 벤틀리의 4인승 럭셔리 컨버터블 컨셉트 카이다. 이 차량은 2014 LA 오토쇼에서 데뷔했다.
이전 모델인 아주어와 마찬가지로, 그랜드 컨버터블은 벤틀리의 현행 럭셔리 세단인 뮬산의 플랫폼을 기반으로 한다. 뮬산 스피드의 6+3⁄4 리터 터보 V8 엔진을 사용하여 530 hp (395 kW)의 출력과 811 lb·ft (1,100 N·m)의 돌림힘을 낸다.
내부 디자인은 뮬리너의 시그니처 다이아몬드 퀼팅이 적용된 가죽으로 마감되었다. 컨버터블 탑의 토너 커버는 벤틀리에 적용된 목재 베니어 중 가장 큰 크기로, 북매치드 버 월넛 목재로 덮여 있다. 토너는 목재의 거울 마감이 크롬 스틸 스트립으로 강조되어 완전히 수작업으로 마감되었다.
이 컨셉트 카의 외장 마감은 "고객의 오트 쿠튀르 가운에서 추출한 단 하나의 스퀴브"에서 영감을 받은 비스포크 블루 색상이다. 독특한 마감은 후드와 윈드스크린 프레임에 실버 "리퀴드 메탈" 마감으로 이어진다. 추가적인 독특한 특징으로는 맞춤형 방향성 휠과 시퀸 블루 스티치가 있는 리넨 색상의 가죽 인테리어가 포함된다.
2012년에 벤틀리는 페블 비치에서 열린 행사 중 소수의 고객에게 뮬산 컨버터블 버전의 도면을 선보였다. 사진 촬영은 허용되지 않았고 공식 이미지도 공개되지 않았다. 당시 CEO 볼프강 슈라이버는 프로젝트를 취소했다. 현재 CEO 볼프강 뒤르하이머는 프로젝트를 재개했지만, 그랜드 컨버터블은 아직 생산 승인을 받지 못했다. 2014년 L.A. 오토쇼에서 뒤르하이머는 "우리는 이 차에 대한 고객들의 반응을 간절히 기다리고 있다. 우리는 이 차가 도로에 나오게 된다면 매우 독점적이고 극히 제한적인 수집가용 작품이 될 것임을 확신한다"고 말했다.
2014년 12월, 그랜드 컨버터블은 아트 바젤을 위해 마이애미에 전시되었는데, 벤틀리는 자동차 공장을 시뮬레이션한 대규모 예술 전시회를 의뢰했다.
2017년 11월 기준으로 벤틀리 그랜드 컨버터블이 대당 390만 달러의 비용으로 매우 제한된 수량으로 생산될 것이라고 발표되었다. 이 차량은 유럽, 중동, 러시아에서만 판매될 예정이다. 그 외 지역(아메리카 및 아시아-태평양 지역 포함)으로는 수입되지 않을 것이다.